# Mergus squamatus
Lo smergo cinese, smergo della Cina, smergo squamato  o smergo dai fianchi scagliosi, Mergus squamatus, è uno smergo propriamente detto.
È un'anatra impressionante con una cresta incolta e fianchi scagliosi. Il maschio adulto ha la testa e il collo neri con una lunga cresta, il petto e le parti inferiori bianche, ed un mantello nerastro con nervature bianche. La femmina ha la testa marroncina ed una cresta esile.
Il suo habitat di nidificazione sono i fiumi nelle foreste primarie di Russia sud-orientale, Corea del Nord e Cina nord-orientale. È migratore e sverna in Cina centrale e meridionale, ma un piccolo numero sverna anche in Giappone, Corea del Sud, Taiwan, Vietnam settentrionale, Myanmar e Thailandia.
Questa specie è in pericolo. Il suo numero si è ridotto negli anni '60 e '70 a causa delle alterazioni alle foreste primarie lungo i maggiori fiumi. I rischi attuali comprendono la caccia illegale, l'intrappolamento nelle reti da pesca e l'inquinamento dei fiumi. Secondo la classificazione IUCN EN C1, rimangono meno di 2500 di questi uccelli adulti, e si teme che il loro numero continui a scendere fino a non meno del 20% intorno al 2010 (BirdLife International 2006).
Un fattore contraddittorio è che questa specie è piuttosto solitaria. Le coppie generalmente rifuggono gli altri membri della specie, e perfino nei terreni di svernamento, gruppi di più di una dozzina sono molto rari. Stando così le cose è difficile cercare di stimarne la popolazione diffusa su una vasta area. Un'indicazione un po' approssimativa, ma non per questo meno importante, dello stato di popolazione dello smergo dai fianchi scagliosi può essere dedotta dai censimenti annuali effettuati sul corso inferiore del fiume Yangtze, che costituisce la più importante area di svernamento conosciuta (Fen-Qi et al. 2002).